# 145 (tal)
145 är det naturliga talet som följer 144 och som följs av 146.

## Inom matematiken
- 145 är ett udda tal.
- 145 är ett semiprimtal
- 145 är ett pseudoprimtal.
- 145 är ett pentagontal.
- 145 är ett centrerat kvadrattal.
- 145 är ett hexadekagontal.
- 145 är ett Leylandtal eftersom 145=34 + 43.
- {\displaystyle 145=12^{2}+1^{2}=8^{2}+9^{2}}
- {\displaystyle 145=1!+4!+5!}. De enda andra talen med denna egenskap är 1, 2 och 40585.
- 145 är ett Prothtal.
- 145 är ett Ulamtal.

## Inom vetenskapen
- 145 Adeona, en asteroid